# Componente de software
Componentes de Software é o termo utilizado para descrever o elemento de software que encapsula uma série de funcionalidades. Um componente é uma unidade independente, que pode ser utilizado com outros componentes para formar um sistema mais complexo.
A OMG define componente como "uma parte modular, possível de ser implantada e substituível de um sistema que encapsula implementação e expõe um conjunto de interfaces".
Em programação orientada a objetos um componente é a classe que implementa uma interface e é autônomo em relação a outros componentes do sistema.
Um sistema de software pode ser formado inteiramente somente por componentes, pois estes se interligam através de suas interfaces. Este processo de comunicação entre componentes é denominado composição.
PS: um objeto não implementa uma interface; um objeto é a instância de uma classe que implementa uma interface.